# Drosophila fusca
Drosophila fusca är en tvåvingeart inom släktet Drosophila som finns på Puerto Rico.

## Taxonomi och släktskap
D. fusca beskrevs av den amerikanske entomologen Daniel William Coquillett 1900. Arten ingår i släktet Drosophila och är inte placerad i något undersläkte.

## Utseende
D. fusca är 1 mm lång och har en brun kropp med gula halterer och ben. Vingarna är hyalina.

## Utbredning
Artens kända utbredningsområde är området kring Utuado i centrala Puerto Rico.